# Suchodol (Tschechien)

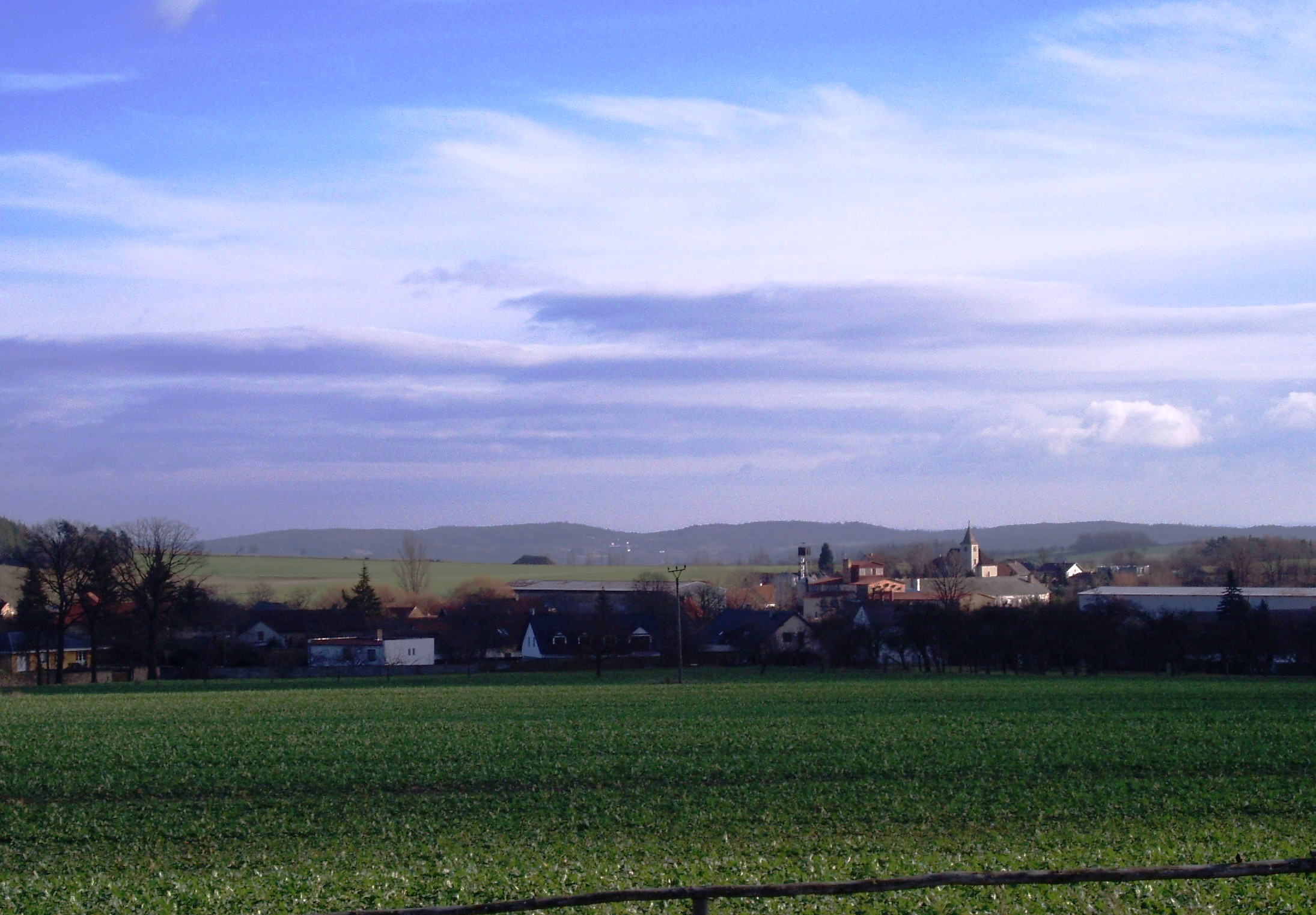
Blick von Westen auf Suchodol

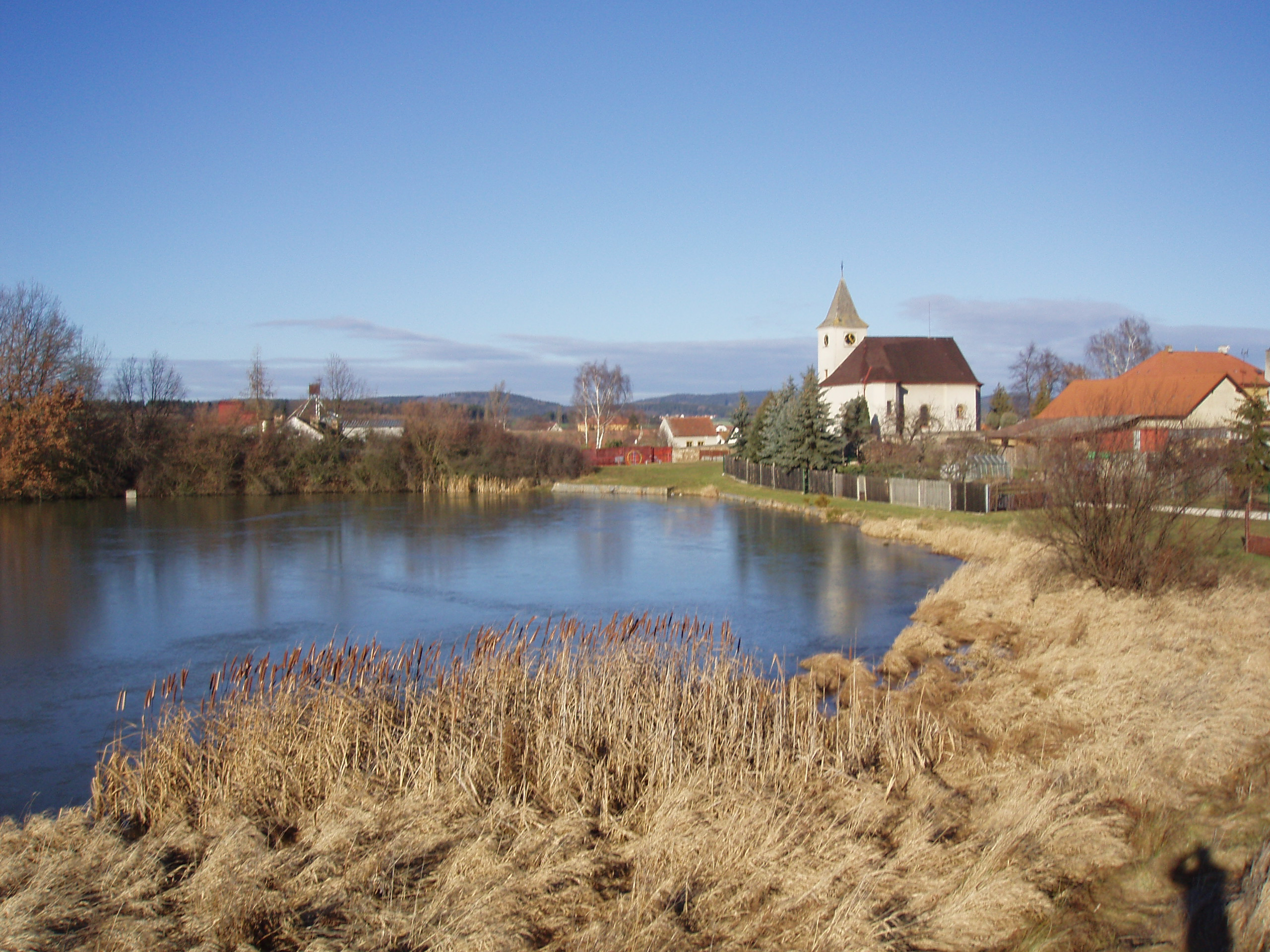
Teich und Kirche des Evangelisten Lukas

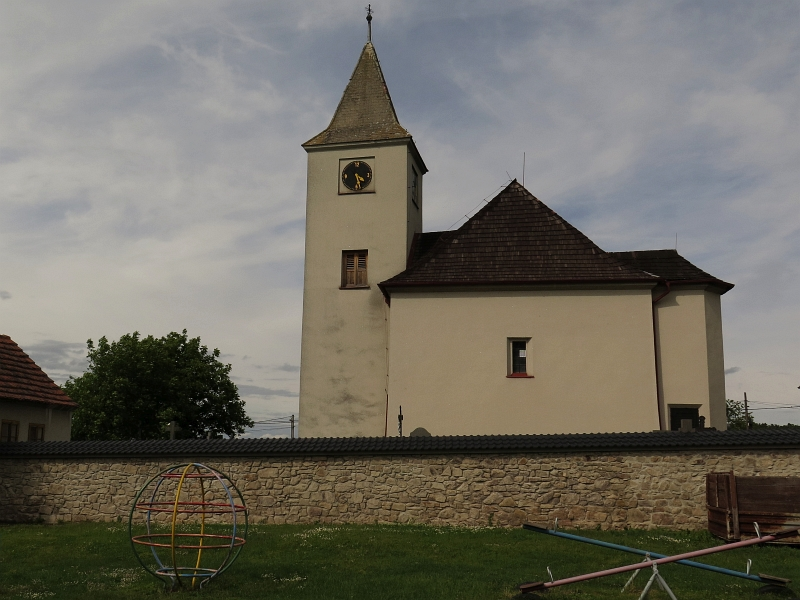
Kirche des Evangelisten Lukas

Suchodol ist eine Gemeinde in Tschechien. Sie liegt sieben Kilometer nordöstlich des Stadtzentrums von Příbram und gehört zum Okres Příbram.

## Geographie
Suchodol befindet sich in der Dobříšská pahorkatina (Dobrischer Hügelland). Das Dorf liegt im Tal des Baches Suchodolský potok, der im Ort in drei namenlosen Teichen gestaut wird. Gegen Südosten befindet sich der Flugplatz Příbram. Nördlich erhebt sich der Sedlo (471 m n. m.), im Osten der Velký Chlum (481 m n. m.), südöstlich der Drásovský Chlum (490 m n. m.), im Süden die Staré Hory (541 m n. m.), südwestlich der Na Vartě (572 m n. m.) und der Strážný (559 m n. m.), im Westen der Kosovec (505 m n. m.) sowie nordwestlich der Katov (487 m n. m.).
Nachbarorte sind Buková u Příbramě, Vršek und U Kostinků im Norden, Kotenčice und Obořiště im Nordosten, Druhlice und Dlouhá Lhota im Osten, Višňová und Skalka im Südosten, Dubenec im Süden, Občov im Südwesten, Líha und Žírovy im Westen sowie Hluboš und Pičín im Nordwesten.

## Geschichte
Die älteste schriftliche Erwähnung einer Kapelle in Suchodol soll aus der Zeit um 972 stammen. Der Überlieferung nach soll das Gut Suchodol im 11. Jahrhundert der Äbtissin Adelheid vom Benediktinerinnenkloster St. Georg auf der Prager Burg gehört haben, die es bei Bischof Severus gegen das Gut Nezelice eintauschte.
Die erste urkundliche Erwähnung des Dorfes stammt aus dem Jahre 1360 als Sitz des Vladiken Petr von Suchý Dol. Zwischen 1413 und 1605 besaß das Geschlecht Korka von Korkin das Gut; bedeutendster Grundherr war in dieser Zeit der Landes-Obersteuereinnehmer Pavel Ritter Korka von Korkin, der Suchodol ab 1567 besaß. Ab 1605 gehörten die Güter Suchodol und Wostrow Karl Path, der sie nach der Schlacht am Weißen Berg verlor. 1623 verkaufte die Böhmische Kammer Suchodol und Wostrow an Katharina Wratislaw von Mitrowitz. Die Feste Suchodol erlosch im 17. Jahrhundert, an ihrer Stelle entstand ein Meierhof. Im Jahre 1669 erwarb Franz Maximilian von Mansfeld das Gut Suchydul und schloss es seiner Herrschaft Dobřisch an. 1692 erbte Franz Maximilians Sohn Karl Franz Anton von Mansfeld die Herrschaft, ihm folgte 1717 dessen Sohn Heinrich. Bis 1714 gehörte das Dorf zum Podbrder Kreis, danach wurde es Teil des Berauner Kreises. Nach dem Tode des Heinrich von Mansfeld fiel dessen Erbe 1780 seinem Sohn Joseph Wenzel zu, der sechs Wochen später ohne Nachkommen verstarb. Damit erlosch das Geschlecht im Mannesstamme, die Herrschaft Dobřisch erbte Joseph Wenzels Schwester Maria Isabella. Es erfolgte die Namens- und Wappenvereinigung mit der Familie ihres Ehemannes Franz de Paula Gundaker von Colloredo-Waldsee-Mels zum Geschlecht Colloredo-Mannsfeld. Nach Maria Isabellas Tod im Jahre 1794 erbte ihr Sohn Rudolph Joseph II. die Güter. Nach dem Tode des kinderlosen Rudolf Joseph II. von Colloredo-Mannsfeld fiel die Herrschaft 1844 dessen Neffen Franz de Paula Gundaccar II. von Colloredo-Mannsfeld zu. 
Im Jahre 1846 bestand das Dorf Suchodol bzw. Suchý Dul aus 37 Häusern mit 273 Einwohnern, darunter drei jüdische und eine protestantische Familie. Im Ort gab es eine Filialkirche, einen obrigkeitlichen Meierhof und eine dominikale Schäferei. Pfarrort war Pitschin. Bis zur Mitte des 19. Jahrhunderts blieb Suchodol der Herrschaft Dobřisch untertänig.
Nach der Aufhebung der Patrimonialherrschaften bildete Suchodol ab 1850 einen Ortsteil der Gemeinde Občov im Gerichtsbezirk Příbram. Ab 1868 gehörte das Dorf zum Bezirk Příbram. In den 1870er Jahren wurde Suchodol zum Sitz der aus den Ortsteilen Občov, Suchodol, Skalka und Líha bestehenden Gemeinde. Zum Ende des 19. Jahrhunderts löste sich Občov, und zu Beginn des 20. Jahrhunderts auch Líha, von Suchodol los und bildeten eigene Gemeinden. 1906 wurde in Suchodol eine Schule errichtet. Im Jahre 1932 lebten in Suchodol (mit Skalka) 424 Personen. 1960 wurde Skalka nach Drásov umgemeindet und Líha wieder eingemeindet. Im Jahre 1972 feierte die Gemeinde das 1000-jährige Bestehen von Suchodol und gab eine Festschrift heraus, die nach Archivstudien von Václav Pilous (1930–2008) entstand. Da Pilous dabei gänzlich auf Quellenangaben verzichtete, werden seine Forschungsergebnisse heute in Frage gestellt. Am 1. April 1976 erfolgte die Eingemeindung von Kotenčice und Občov. Zum 1. Juli 1990 wurden Kotenčice und Občov wieder eigenständig. Seit 2013 führt Suchodol ein Wappen und Banner.

## Gemeindegliederung
Die Gemeinde Suchodol besteht aus den Ortsteilen Líha (Liha) und Suchodol. Das Gemeindegebiet gliedert sich in die Katastralbezirke Liha und Suchodol.

## Sehenswürdigkeiten
- Kirche des Evangelisten Lukas in Suchodol, ihr Entstehungszeitpunkt ist nicht bekannt, die älteste der Glocken wurde 1582 von Pavel Korka von Korkin gestiftet. Im Innern befindet sich ein barockter Altar mit dem Bildnis des Evangelisten Lukas. Um die Kirche befindet sich ein Friedhof.
- Gasthaus "U Kšandů" in Suchodol
- Kapelle in Líha

## Söhne und Töchter der Gemeinde
- Jaroslav Vožniak (1933–2005), Maler, Bildhauer und Grafiker